# Об'єднані ВПС НАТО у Центральній Європі
Об'єднані ВПС у Центральній Європі (AAFCE) — командування НАТО, що займалося повітряними операціями та операціями з протиповітряної оборони в зоні командування ОЗС НАТО у Центральній Європі (AFCENT).

## Історія
Об'єднані ВПС у Центральній Європі були активовані 2 квітня 1951 року у Фонтенбло (Франція) наказом № 1 генерала Дуайта Ейзенхауера. Першим командувачем AAFCE став генерал ВПС США Лоріс Норстад — командувач американських ВПС в Європі. AAFCE підпорядковувалися ОЗС НАТО у Центральній Європі (AFCENT) в Фонтенбло, які в свою чергу підпорядковувалися Союзному командуванню в Європі зі штаб-квартирою в Штабі Верховного головнокомандувача ОЗС НАТО в Європі (SHAPE) в Роканкурі. Задачею AAFCE було контролювати і керувати військово-повітряними силами союзників в Центральному регіоні НАТО [Європи] у воєнний час.
Журнал Flight у червні 1953 року описував AAFCE як структуру, що вже містить дві союзні тактичні повітряні сили. Друге об'єднане тактичне авіаційне командування під керівництвом маршала авіації британських ВПС сера Роберта Фостера складалося з англо-голландської 2-ї групи британських ВПС, бельгійсько-голландської 69-ї групи (що була відповідальна за «протиповітряну оборону нижніх країн» і поперемінно підпорядковувалась голландським і бельгійським офіцерам) і англо-бельгійської 83-ї групи британських ВПС. Четверте об'єднане тактичне авіаційне командування під керівництвом генерала американських ВПС Діна Стротера складалася з американської 12-ї повітряної армії, французької 1-ї авіаційної дивізії і канадської 1-ї авіаційної дивізії.
У 1965 році командувач Об'єднаних ВПС у Центральній Європі, головний маршал авіації сер Едманд Хадлстон, був призначений заступником головкому ОЗС НАТО у Центральній Європі і займав обидві посади, поки 1 березня 1967 року НАТО не об'єднало ці посади офіційно. З переїздом у 1966 році об'єднаної штаб-квартири з Франції, після виходу Франції з інтегрованих військових структур НАТО, сили AAFCE розміщувались спільно з AFCENT в Брюнсумі в Нідерландах.
28 червня 1974 року штаб-квартира Об'єднаних ВПС у Центральній Європі (AAFCE) була відновлена у вигляді незалежної штаб-квартири на авіабазі Рамштайн в Німеччині як одне з трьох основних командувань, підпорядковуваних Об'єднаним ОЗС у Центральній Європі (AFCENT). Їх завданням було забезпечувати централізоване управління і контроль військово-повітряних сил НАТО в Центральному регіоні Європи. Під командування AAFCE перейшли два існуючих штаби: Друге об'єднане тактичне авіаційне командування (2 ATAF), що розміщувалося на базі британських ВПС Райндален та охоплювало північну частину регіону, і Четверте об'єднане тактичне авіаційне командування (4 ATAF), що розміщувалося в Гайдельберзі та відповідало за південну частину.
На початку 1990-х років після зниження напруженості між Сходом і Заходом в структурі командування і управління НАТО була проведена велика реорганізація. В її рамках з урахуванням зниження кількості літаків союзників в Європі в 1993 році відбулася раціоналізація штаб-квартири ВПС Центрального регіону. 2 ATAF і 4 ATAF 30 червня 1993 року були розформовані, а їх функції передані AAFCE. Нове командування було відкрито 1 червня 1993 року під тією ж назвою Об'єднані ВПС у Центральній Європі, але з новою абревіатурою AIRCENT. У 2004 році командування було перейменовано на Штаб-квартиру компонентного повітряного командування Рамштайн, у 2010-му — на Об'єднане командування ВПС Рамштайн, а у 2013-му — на Об'єднане командування ВПС.

## Тактичні командування
Друге об'єднане тактичне авіаційне командування (2 ATAF) було сформовано у 1958 році для керування підрозділами ВПС НАТО в Нідерландах, Бельгії і північній частині Німеччини для підтримки Північної групи армій (NORTHAG). Командувачем 2 ATAF був головнокомандувач британських ВПС у Німеччині. У мирний час штаб-квартира 2 ATAF знаходилась на базі ВПС Райндален, а командний центр 2 ATAF і NORTHAG на випадок війни був в Нідерландах в об'єднаному оперативному центрі Маастрихт (JOC Maastricht). У 1983 році НАТО почало будувати постійну військову штаб-квартиру Каслгейт в Лінніху (Німеччина) для заміни JOC Maastricht. Другому об'єднаному тактичному авіаційному командуванню підпорядковувались британські ВПС у Німеччині, ВПС Бельгії, ВПС Нідерландів, дві дивізії ВПС Німеччини і одна тактична винищувальна група ВПС США, а також обширні ППО і радіолокаційні установки.
Четверте об'єднане тактичне авіаційне командування (4 ATAF) було сформовано у 1958 році для керування підрозділами ВПС НАТО в південній частині Німеччини для підтримки Центральної групи армій (CENTAG). Командувачем 4ATAF був головнокомандувач 17-ї повітряної армії США. У мирний час штаб-квартира 4 ATAF знаходилась в Гайдельберзі, а командний центр 4 ATAF і CENTAG на випадок війни — в секретному бункері Фойденхайм в Манхайм-Фойденхаймі (Німеччина). У 1985 році НАТО почало будувати новий командний бункер для CENTAG і 4 ATAF в Руппертсвайлері (Німеччина). Четвертому об'єднаному тактичному авіаційному командуванню підпорядковувались 17-та повітряна армія США, дві дивізії ВПС Німеччини та 1-ша канадська авіагрупа канадських ВПС, а також обширні ППО і радіолокаційні установки, в тому числі 32-ге командування армійської ППО армії США.

## Командувачі

### У 1951–1967 роках
| Список командувачів AAFCE | Список командувачів AAFCE                     | Список командувачів AAFCE | Список командувачів AAFCE       | Список командувачів AAFCE |
| #                         | Ім'я                                          | Приналежність             | Період                          |                           |
| ------------------------- | --------------------------------------------- | ------------------------- | ------------------------------- | ------------------------- |
| 1                         | Генерал Лоріс Норстад                         | ВПС США                   | 2 квітня 1951 — 16 червня 1953  |                           |
| 2                         | Головний маршал авіації сер Безіл Ембрі       | ВПС Великої Британії      | 16 червня 1953 — 1 січня 1956   |                           |
| 3                         | Головний маршал авіації сер Джордж Міллс      | ВПС Великої Британії      | 1 січня 1956 — 20 травня 1959   |                           |
| 4                         | Головний маршал авіації сер Гаррі Броудхьорст | ВПС Великої Британії      | 20 травня 1959 — 1 березня 1961 |                           |
| 5                         | Головний маршал авіації граф Бендон           | ВПС Великої Британії      | 1 березня 1961 — 1 грудня 1963  |                           |
| 6                         | Головний маршал авіації сер Едманд Хадлстон   | ВПС Великої Британії      | 1 грудня 1963 — 1 березня 1967  |                           |

### У 1967–1976 роках
| Заступники головкому AFCENT | Заступники головкому AFCENT                | Заступники головкому AFCENT | Заступники головкому AFCENT      | Заступники головкому AFCENT |
| #                           | Ім'я                                       | Приналежність               | Період                           |                             |
| --------------------------- | ------------------------------------------ | --------------------------- | -------------------------------- | --------------------------- |
| 7                           | Головний маршал авіації сер Огастас Вокер  | ВПС Великої Британії        | 1 березня 1967 — 13 квітня 1970  |                             |
| 8                           | Головний маршал авіації сер Фредерік Розьє | ВПС Великої Британії        | 13 квітня 1970 — 31 вересня 1973 |                             |
| 9                           | Головний маршал авіації сер Льюїс Ходжес   | ВПС Великої Британії        | 31 вересня 1973 — 5 лютого 1976  |                             |

### У 1976–1993 роках
| Список командувачів AAFCE | Список командувачів AAFCE                     | Список командувачів AAFCE | Список командувачів AAFCE         | Список командувачів AAFCE |
| #                         | Ім'я                                          | Приналежність             | Період                            |                           |
| ------------------------- | --------------------------------------------- | ------------------------- | --------------------------------- | ------------------------- |
| 10                        | Головний маршал авіації сер Пітер Ле Кемінент | ВПС Великої Британії      | 5 лютого 1976 — 1 червня 1979     |                           |
| 11                        | Головний маршал авіації сер Джон Стейсі       | ВПС Великої Британії      | 1 червня 1979 — 1 лютого 1981     |                           |
| 12                        | Головний маршал авіації сер Пітер Террі       | ВПС Великої Британії      | 1 лютого 1981 — 8 квітня 1981     |                           |
| 13                        | Головний маршал авіації сер Джон Джинджелл    | ВПС Великої Британії      | 8 квітня 1981 — 14 березня 1984   |                           |
| 14                        | Головний маршал авіації Майкл Бівіс           | ВПС Великої Британії      | 14 березня 1984 — 19 вересня 1986 |                           |
| 15                        | Головний маршал авіації сер Джозеф Гілберт    | ВПС Великої Британії      | 19 вересня 1986 — 1 травня 1989   |                           |
| 16                        | Головний маршал авіації сер Ентоні Скінгслі   | ВПС Великої Британії      | 1 травня 1989 — 27 серпня 1993    |                           |